# Актаська селищна адміністрація (Улитауський район)
Акта́ська селищна адміністрація (каз. Ақтас кенттік әкімдігі, рос. Актасская поселковая администрация) — адміністративна одиниця у складі Улитауського району Улитауської області Казахстану. Адміністративний центр — селище Актас.
Населення — 259 осіб (2021; 333 у 2009, 343 у 1999, 994 у 1989).
Станом на 1989 рік існувала Актаська селищна рада (смт Актас), село Піонер перебувало у складі Кіровської сільської ради ліквідованого Джездинського району.

## Склад
До складу округу входять такі населені пункти:
| Населений пункт | Населення, осіб (1989) | Населення, осіб (1999) | Населення, осіб (2009) | Населення, осіб (2021) |
| --------------- | ---------------------- | ---------------------- | ---------------------- | ---------------------- |
| Актас, селище   | 706                    | 163                    | 161                    | 140                    |
| Піонер, село    | 288                    | 180                    | 172                    | 119                    |